# امپراتریس میونگ‌سونگ (مجموعه تلویزیونی)
امپراتریس میونگ‌سونگ (کره‌ای: 명성황후؛ انگلیسی: Empress Myeongseong) یک مجموعه تلویزیونی محصول کره جنوبی در سال ۲۰۰۱ است. این مجموعه از ۹ مه ۲۰۰۱ تا ۱۸ ژوئیه ۲۰۰۲، روزهای چهارشنبه و پنجشنبه ساعت ۲۱:۵۰ (کی‌اس‌تی) از کی‌بی‌اس۲ برای ۱۲۴ قسمت پخش شد.

## بازیگران

### اصلی
- چوی میونگ گیل در نقش امپراتریس میونگ‌سونگ (قسمت‌های ۸۲ تا ۱۲۴)
  - لی می یون در نقش امپراتریس میونگ‌سونگ (قسمت‌های ۱، ۱۰ تا ۸۱)
    - مون گیون یانگ در نقش مین جا یونگ (جوانی امپراتریس میونگ‌سونگ)
- یو دونگ گون در نقش هونگ‌سون ده‌وون‌گون

## تولید
- موسیقی متن این مجموعه از محبوبیت بالایی برخوردار بود و ترانه «If I Leave» (کره‌ای: 나 가거든) که توسط جو سومی خوانده شده بود، بیش از ۳۰۰٬۰۰۰ کپی فروخت.[۱]

- نخستین قسمت این مجموعه قرار بود در ۱۸ آوریل ۲۰۰۱ پخش شود، اما به دلیل مشکلاتی برای نقش ملکه میونگ‌سونگ، پخش این مجموعه عقب افتاد.[۲] سپس کی‌بی‌اس نخستین قسمت این مجموعه را در ۹ مه ۲۰۰۱ پخش کرد.[۲]

- ملکه میونگ‌سونگ در ابتدا برای ۱۰۰ قسمت برنامه‌ریزی شده‌بود، اما به دلیل موضوعاتی بحث‌برانگیز تعداد قسمت‌های آن به ۱۲۴ قسمت افزایش یافت.[۳][۴]